# NGC 4438
NGC 4438 ist eine linsenförmige Galaxie im Sternbild Jungfrau auf der Ekliptik, die etwa 38 Millionen Lichtjahre von der Milchstraße entfernt ist. NGC 4438 und die Galaxie NGC 4435 bilden zwar ein optisches Galaxienpaar, aber sie interagieren nicht miteinander (NGC 4435 ist weniger weit entfernt). Die starke Verformung von NGC 4438 geht nach Erkenntnissen von 2008 auf eine enge Begegnung mit M 86 vor rund 100 Millionen Jahren zurück.
Halton Arp gliederte seinen Katalog ungewöhnlicher Galaxien nach rein morphologischen Kriterien in Gruppen. Diese Galaxie gehört zu der Klasse Elliptischer Galaxien nahe bei Spiralgalaxien und diese störend (Arp-Katalog).
NGC 4438 gehört zur sogenannten Markarjanschen Kette, einer Gruppe von Galaxien in einem Gebiet von etwa 1,5 Grad Durchmesser.
NGC 4438 wurde am 8. April 1784 von dem deutsch-britischen Astronomen Wilhelm Herschel entdeckt.

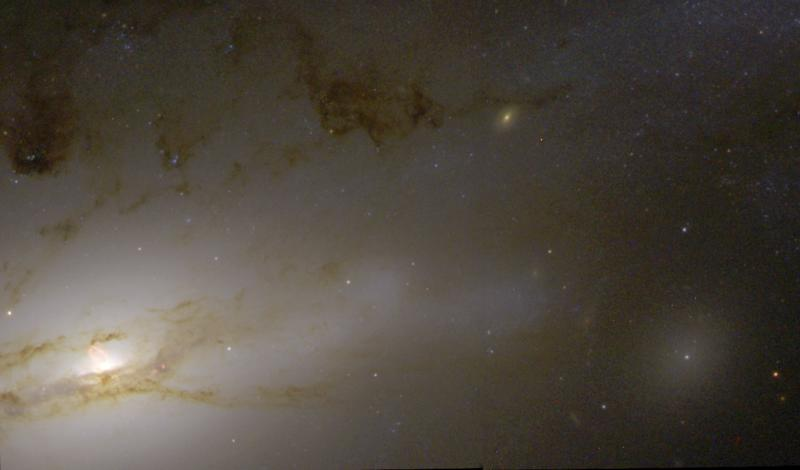
Ein Ausschnitt aus der Galaxie NGC 4438, aufgenommen vom Hubble-Weltraumteleskop